# Bryntirion
Bryntirion est un petit quartier sécurisé de 107 hectares situé tout près des Union Buildings, à l'est du centre-ville de Pretoria en Afrique du Sud.
Il est délimité au sud par l'historique Church Street (section Stanza Bopape), à l'est par Wenlock road, à l'ouest par Dumbarton road ; ses axes principaux sont George Washington Boulevard, Nassau Street, the Rotunda, Wenlock Road, Colroyn Road et Rothsay Road.
Le lotissement de Bryntirion, incorporé dans Pretoria en 1908, est un quartier voisin de Hatfield (sud), d'Arcadia (ouest) et de Colbyn (est).

## Un quartier officiel et sécurisé
Le lotissement comprend 28 propriétés, 15 courts de tennis, un golf présidentiel et un terrain d’atterrissage pour les hélicoptères. Bryntirion abrite Mahlamba Ndlopfu, la résidence officielle du Président de l'Afrique du Sud ainsi que la Oliver Tambo House, la résidence du vice-président d'Afrique du Sud, de style Cape Dutch.
Entouré d'une clôture électrifiée de 8 km, la quasi-totalité de Bryntirion est une résidence fermée depuis 2007. Ses accès sont filtrées par des barrages de sécurité.

## Politique
Lors des élections générales sud-africaines de 2014, l'Alliance démocratique a remporté près de 63 % des suffrages dans la circonscription électorale comprenant Bryntirion et les quartiers de Colbyn et Hatfield nord, devançant le Congrès national africain (21,74 %).